# Mělčany (Dobruška)
Mělčany (německy Mieltschan) jsou malá vesnice, část města Dobruška v okrese Rychnov nad Kněžnou. V minulosti však byla tato vesnice samostatnou obcí. Nachází se asi dva kilometry jižně od Dobrušky. V roce 2009 zde bylo evidováno 40 adres.
Mělčany leží v katastrálním území Mělčany u Dobrušky o rozloze 3,72 km².

## Historie
První písemná zmínka o vesnici pochází z roku 1455.

## Obyvatelstvo
| Rok            | 1869 | 1880 | 1890 | 1900 | 1910 | 1921 | 1930 | 1950 | 1961 | 1970 | 1980 | 1991 | 2001 | 2011 | 2021 |
| -------------- | ---- | ---- | ---- | ---- | ---- | ---- | ---- | ---- | ---- | ---- | ---- | ---- | ---- | ---- | ---- |
| Počet obyvatel | 160  | 170  | 143  | 130  | 143  | 138  | 120  | 99   | 90   | 87   | 88   | 79   | 88   | 91   | 84   |
| Počet domů     | 25   | 26   | 25   | 27   | 27   | 27   | 30   | 30   | 30   | 25   | 29   | 34   | 32   | 34   | 35   |

## Obecní správa
Při sčítání lidu v letech 1869–1930 Mělčany byly samostatnou obcí, se kterým patřily nejprve do okresu Nové Město, ale v letech 1880–1930 v okrese Nové Město nad Metují. Od roku 1948 jsou částí města Dobruška v okrese Dobruška, ale od roku 1961 v okrese Rychnov nad Kněžnou.

## Další fotografie

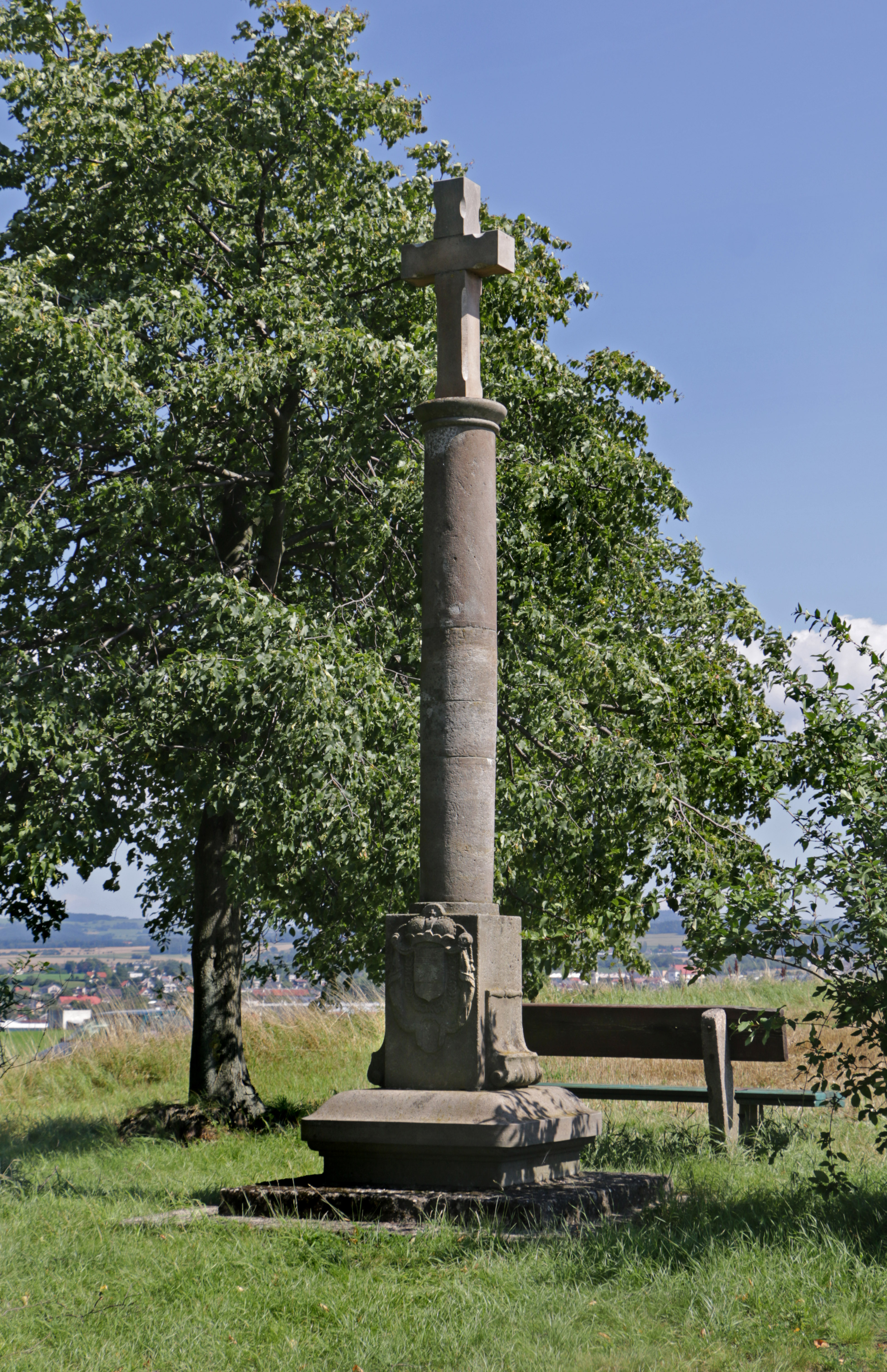
Kříž u silnice Dobruška–Opočno
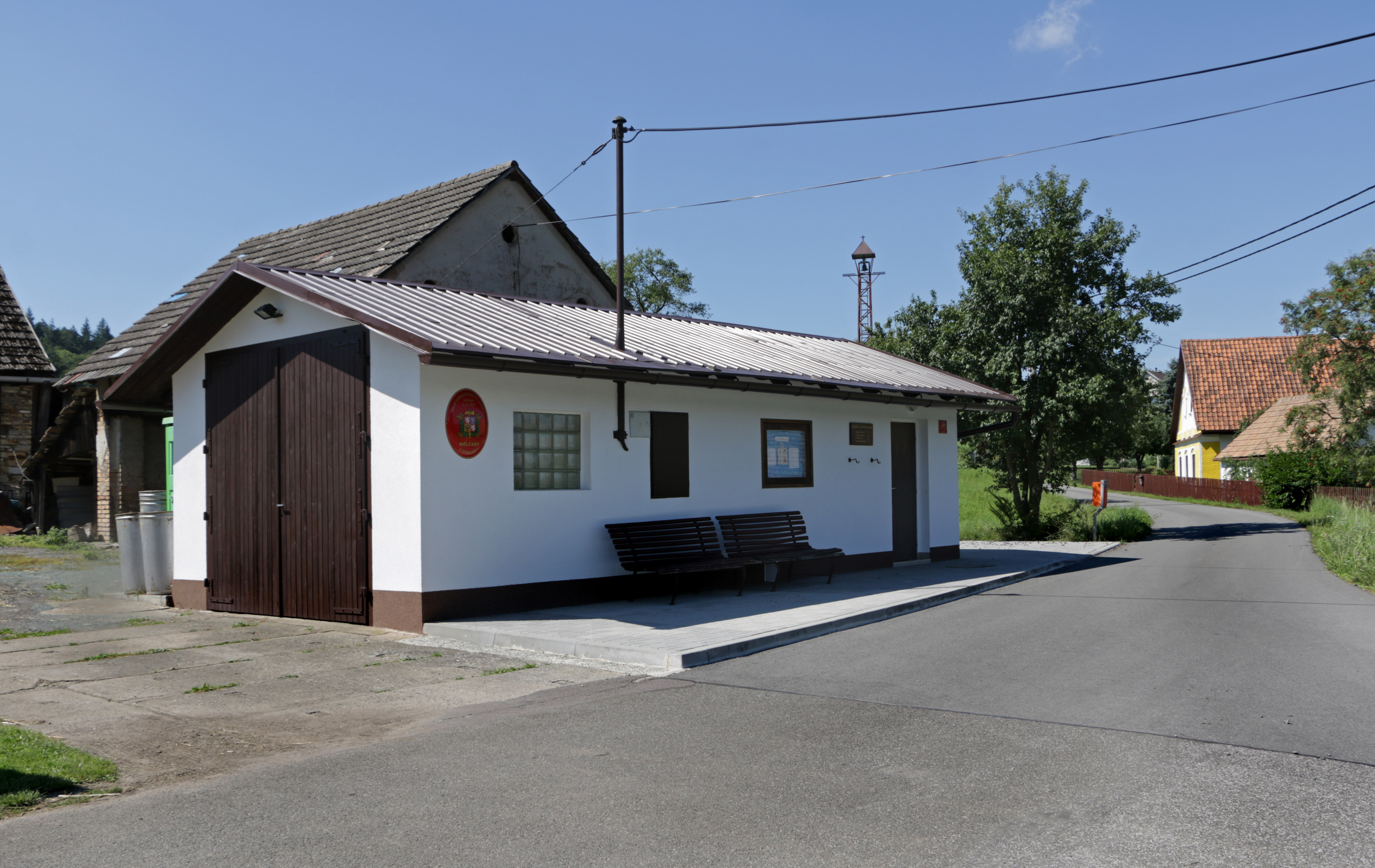
Malá hasičárna
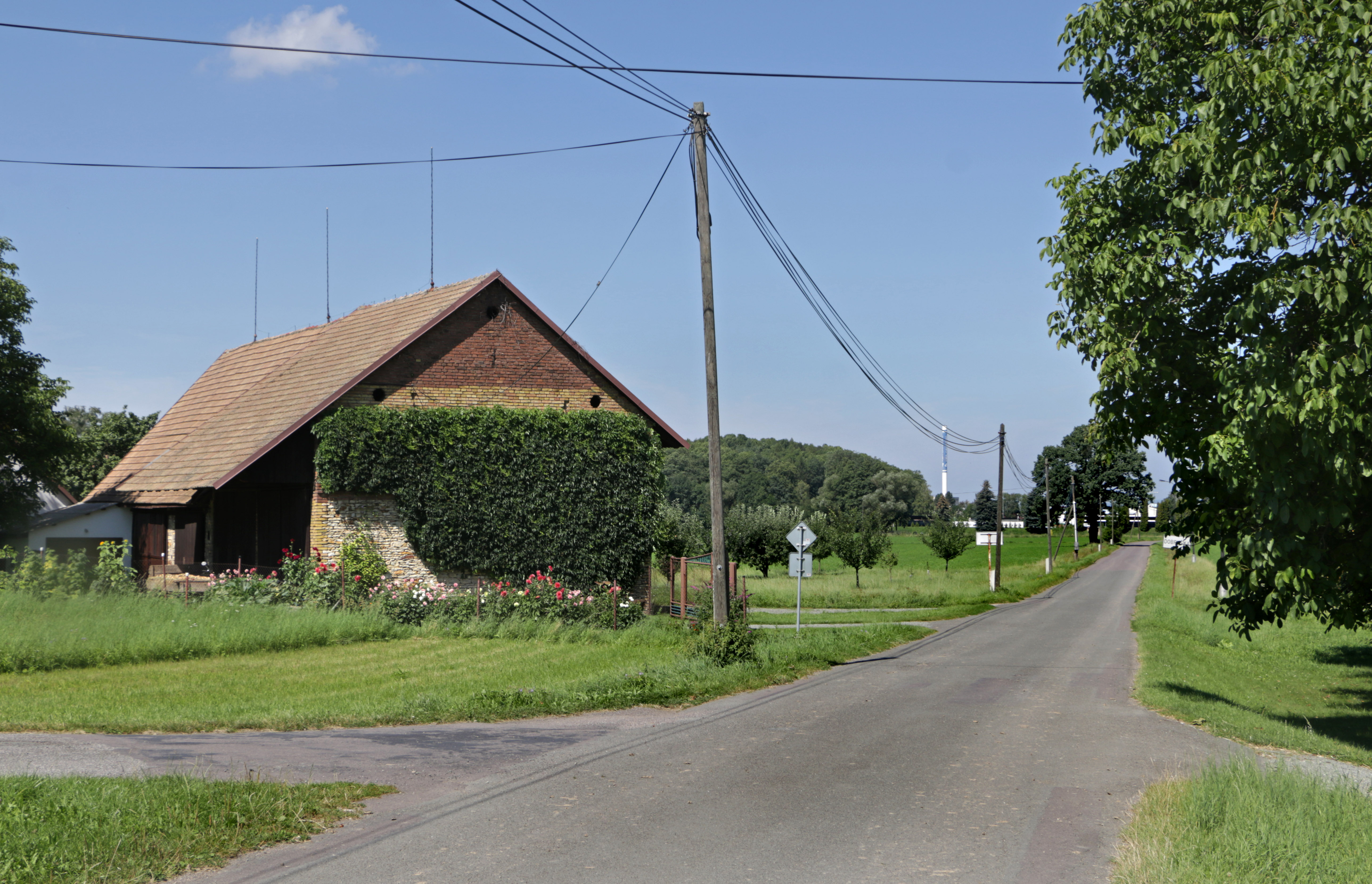
Silnice k Dobrušce
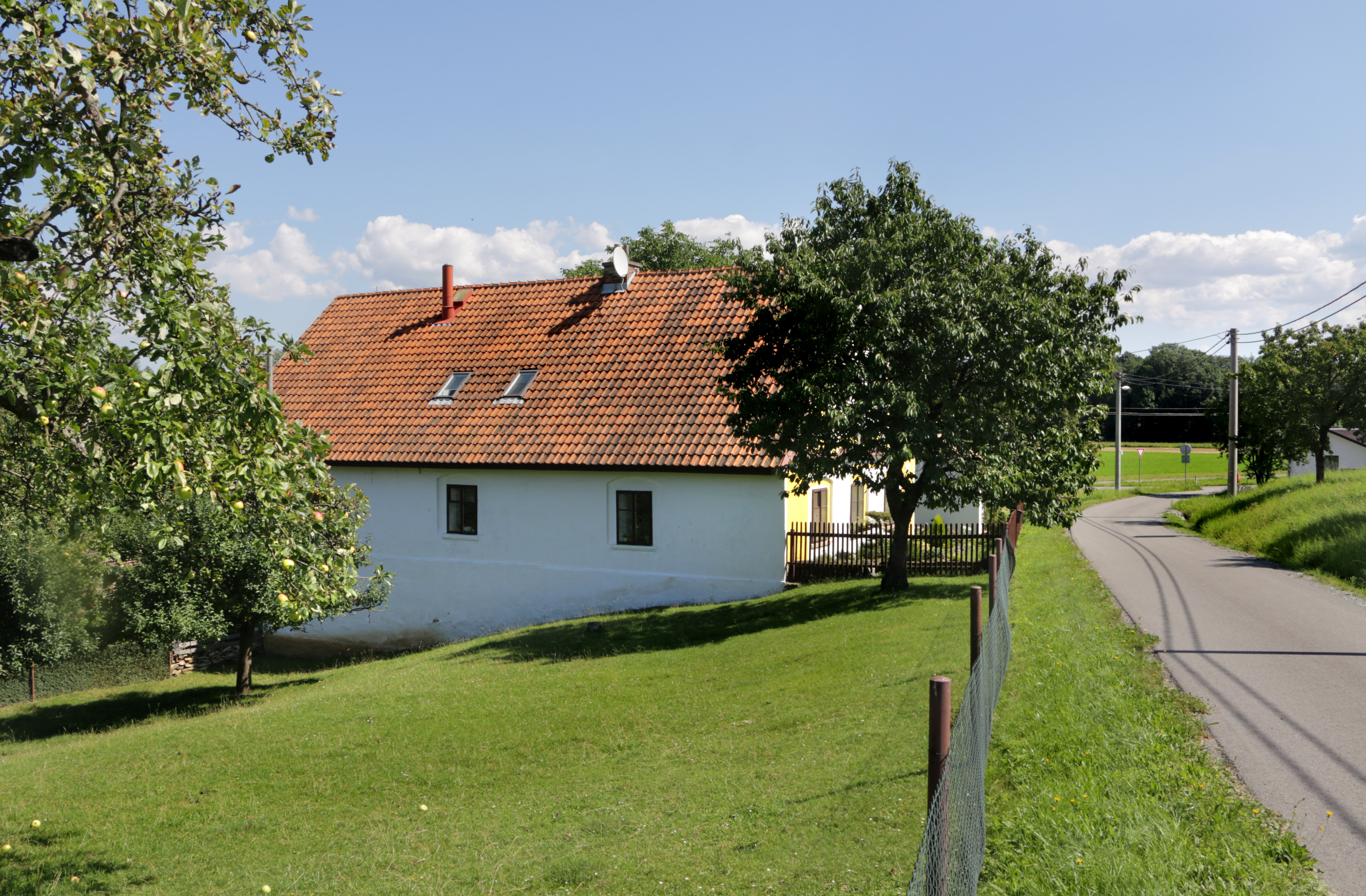
Dům čp. 6